# Delta-Elektron
Als Delta-Elektron oder Deltastrahlung werden in der Teilchenphysik Elektronen bezeichnet, die beim Durchgang von ionisierender Strahlung durch Materie aus der Atomhülle gelöst werden und eine vergleichsweise große kinetische Energie haben. Delta-Elektronen stellen somit eine Sekundärstrahlung dar. Die Bezeichnung Delta Ray stammt von Joseph John Thomson.
Der mittlere Energieverlust pro zurückgelegter Wegstrecke eines Teilchens beim Durchgang durch Materie wird durch die Bethe-Bloch-Formel beschrieben. Der tatsächliche Energieverlust fluktuiert um diesen Mittelwert und folgt einer Landauverteilung mit einem langen Ausläufer zu großen Energien, so dass in seltenen Fällen ein Hüllenelektron einen sehr hohen Energieübertrag erfahren kann, der deutlich oberhalb des wahrscheinlichsten und des mittleren Energieübertrags liegt.
Delta-Elektronen haben genügend große Energien, um weitere Ionisation anderer Atome zu verursachen und dadurch sichtbare Spuren zum Beispiel in Nebelkammern zu hinterlassen. Die Konsequenz der Erzeugung von Delta-Elektronen für die Messung von Teilchen in Detektoren ist, dass diese zum einen durch ihre große Energie wesentlich zu den Fluktuationen der Energiemessung beitragen und zum anderen auch die Ortsauflösung in Spurdetektoren negativ beeinflussen, indem sie in der Nachbarschaft der ursprünglichen Teilchenspur weitere Signale durch Ionisation des Detektormaterials erzeugen. Die Anzahl der ausgelösten Delta-Elektronen pro Wegstrecke kann als Maß für die Ladung und Geschwindigkeit hochenergetischer Teilchen aus kosmischer Strahlung oder in Beschleunigerexperimenten herangezogen werden.

## Nachweise
1. ↑  Eintrag in der Encyclopædia Britannica